# Almada-Negreiros, Vivo, Hoje
Almada Negreiros: Vivo, Hoje é uma curta-metragem documental portuguesa de 1969, realizada por António de Macedo e produzida por Francisco de Castro a partir de um argumento de David Mourão-Ferreira e Macedo. O filme assume um registo biográfico, recorrendo a segmentos de entrevista para explorar a figura, a obra, o pensamento crítico e a ação poliédrica do artista Almada Negreiros (1893-1970). Almada Negreiros: Vivo, Hoje estreou a 24 de outubro de 1969 no  Cinema Império (Lisboa).

## Sinopse
Aos 77 anos, Almada Negreiros revela o seu espírito aberto e subversivo associado à imensa criatividade. É retratado num passeio no campo. O realizador, Natália Correia e David Mourão-Ferreira entrevistam o artista no seu atelier e junto de algumas das suas obras, discutindo a sua relação com as suas anteriores obras poéticas e filosóficas. O artista afirma "Não há senão arte total" na sua interpretação da arte não-mimética da Vanguarda como modo mimético superior. Macedo filma os vitrais da Igreja de Nossa Senhora de Fátima, os painéis da Fundação Calouste Gulbenkian e da Gare Marítima da autoria de Almada.
O filme é dividido em 7 secções intituladas:
1. Conhecer;
2. "... poeta d'Orpheu, Futurista e Tudo";
3. Os trabalhos e os números;
4. Linha, movimento e cor;
5. Do ódio e do amor;[7]
6. Almada-Negreiros, vivo, hoje;
7. "... poeta d'Orpheu, Futurista e Tudo".[8]

## Ficha artística
- José de Almada Negreiros[9]
- Susana de Sousa Dias
- Elso Roque

##### Entrevistadores
- António de Macedo
- Natália Correia
- David Mourão-Ferreira

## Equipa técnica
- Realização: António de Macedo
- Argumento:  António de Macedo e David Mourão-Ferreira
- Direção de fotografia: António Escudeiro e Elso Roque
- Montagem: António de Macedo
- Produção: Francisco de Castro
- Assistente de produção: Amílcar Lyra

## Produção
Almada Negreiros: Vivo, Hoje é uma produção de Portugal, rodada em 35mm. A curta-metragem mistura influências do cinema experimental, de ensaio e biográfico.
O filme foi realizado um ano antes da morte de Almada Negreiros, aos 77 anos que, através do recurso à entrevista. Com esta obra, António de Macedo pretendia contrariar as práticas nacionais de ocultação daqueles que se destacam. O realizador considerava comum em Portugal não só o não-reconhecimento do talento, mas uma tentativa constante de tornar os artistas invisíveis. Assim, com a curta-metragem, Macedo procura demonstrar o vasto espectro da arte de Almada, que além da literatura e da pintura a óleo, desenvolveu composições coreográficas para ballet, trabalhou em tapeçaria, gravura, muralismo, caricatura, mosaico, azulejo e vitral.

## Distribuição
Almada Negreiros: Vivo, Hoje estreou a 24 de outubro de 1969 no  Cinema Império (Lisboa). Foi exibido em 1970 na mostra da Semana Internacional de Cine de Valladolid. A 14 de novembro de 2013, a curta-metragem foi projetada numa sessão seguida de debate organizada pela Cinemateca Portuguesa, alusiva ao 120º aniversário de Almada Negreiros.

## Premiações
Em 1970, a curta-metragem recebeu o Prémio do Cinema Nacional "Aurélio da Paz dos Reis", uma premiação anual atribuída pelo Secretariado Nacional da Informação que António de Macedo recusou em oposição ao regime de propaganda política do Estado Novo. No mesmo ano, Almada Negreiros: Vivo, Hoje foi laureado com o Prémio Espiga de Oro de melhor curta-metragem no Festival Internacional de Cine de Valladolid.